# Fontana dell'Osservatorio
La Fontana dell'Osservatorio (Fontaine de l'Observatoire), o Fontana delle Quattro Parti del mondo (Fontaine des Quatre-Parties-du-Monde), oppure ancora Fontana Carpeaux (Fontaine Carpeaux), è una fontana monumentale di Parigi situata nel giardino dedicato agli esploratori Marco Polo e Cavelier de la Salle, che prolunga l'avenue de l'Observatoire in direzione del giardino del Lussemburgo, nel sesto arrondissement della città. La fontana venne inaugurata nel 1874 ed è elencata nella lista dei monumenti storici tramite un'ordinanza del 28 aprile 1926.

## Storia

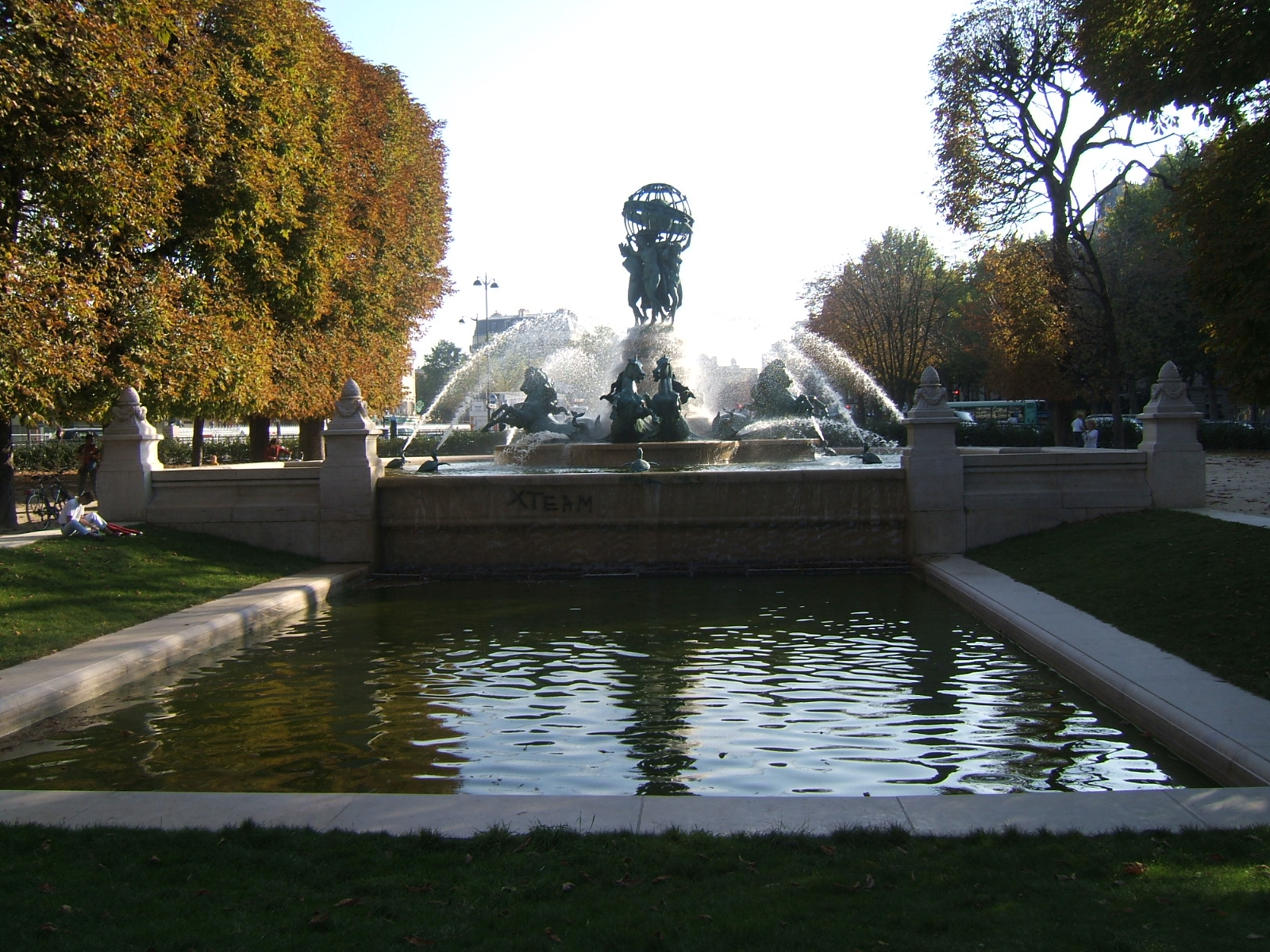
La fontana vista da nord.

La fontana venne proposta per la prima volta nel 1866 come parte della creazione della nuova grande Avenue du Luxembourg, uno dei progetti principali del piano del barone Haussmann per la ricostruzione di Parigi. Il progetto era sotto la direzione di Gabriel Davioud, il direttore del servizio dei parchi e delle piantagioni della prefettura di Parigi. Davioud era uno scultore classico esperto, ed era lui che si era occupato di progettare le fontane, le piazze, le porte, i lampioni, le panchine e altri dettagli architettonici di Parigi durante il secondo Impero francese.
Il progetto dell'Avenue du Luxembourg prevedeva la creazione di due nuove piazze, con delle lampade e colonne ornamentali, delle statue e una fontana. La fontana si doveva trovare sull'asse alberato tra l'osservatorio di Parigi e il palazzo del Lussemburgo. La scultura della fontana doveva essere correlata all'osservatorio, e le istruzioni di Davioud allo scultore consistevano semplicemente nel non ostacolare la vista della cupola dell'osservatorio o del palazzo.
Lo scultore scelto, Jean-Baptiste Carpeaux (1827–1875), era stato un allievo di François Rude, lo scultore che aveva realizzato il più celebre gruppo di sculture nell'arco di Trionfo. Carpeaux aveva vinto il premio di Roma nel 1854. Nel 1868-1869 aveva realizzato le sculture della Danza sulla facciata del teatro dell'opera di Parigi, che avevano causato uno scandalo per l'espressione libera della scultura e per le emozioni sfrenate sui volti delle statue, molto diversi dalle espressioni calme delle statue neoclassiche. La prima reazione della critica alla scultura, basata sui modelli in gesso presentati al Salone, fu ostile. Il critico Jules Clarétie scrisse:
(Jules Claretie, Peintres & sculpteurs contemporains: sér. Artistes décédés de 1870 a 1880, Librairie des bibliophiles, 1882)
I primi studi fatti da Carpeaux furono quelli di quattro figure femminili in piedi che rappresentano i quattro punti di una bussola che reggono una sfera celestiale sopra le loro teste, ma Carpeaux non era soddisfatto dall'immobilità delle figure. Nei suoi bozzetti successivi trasformò le donne nelle personificazioni dei quattro angoli del mondo (l'Europa, l'Asia, l'Africa e l'America), contorcendo i loro corpi per far girare la sfera, dando alla scultura del movimento.

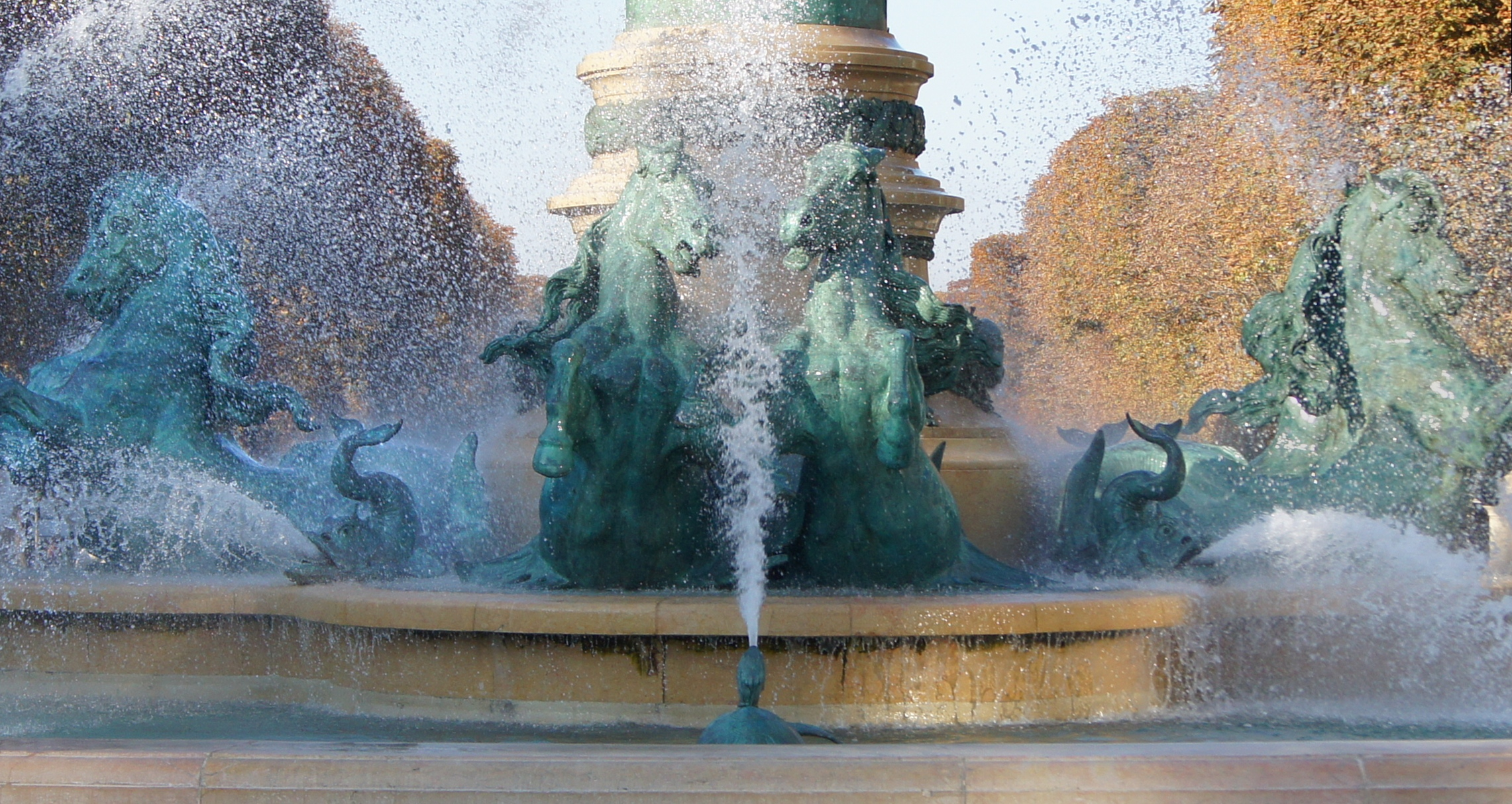
I cavalli di Emmanuel Frémiet.

Allo scultore Eugène Legrain (1837–1915), uno studente di Carpeaux, fu commissionata la sfera, e lo scultore Emmanuel Frémiet, il nipote dello scultore François Rude, realizzò i cavalli nella vasca attorno alla statua. Louis Villeminot creò le ghirlande di conchiglie e piante acquatiche che decorano la vasca, e Legrain progettò una fascia dello zodiaco attorno alla sfera. Il progetto ricevette una correzione dalla direzione dell'Osservatorio, che nel 1872 fece notare come i simboli zodiacali sulla fascia attorno l'equatore della sfera in realtà dovessero stare in un cerchio ellittico.
I lavori sul progetto vennero interrotti dalla guerra franco-prussiana del 1870 e dalla rivolta della Comune parigina. Vennero ripresi nel 1872, quando i modelli in gesso vennero mostrati al Salone di Parigi, il primo dalla caduta della Comune, e si conclusero nel 1874. La fusione si deve alla fonderia dei fratelli Thiébaut. Carpeaux non era in buone condizioni di salute e guardò da lontano le statue che venivano installate sulla fontana. Morì l'anno successivo. Dieci anni dopo la morte di Carpeaux, Clarétie cambiò il suo giudizio e lodò la fontana come uno dei capolavori dello scultore.

## Descrizione

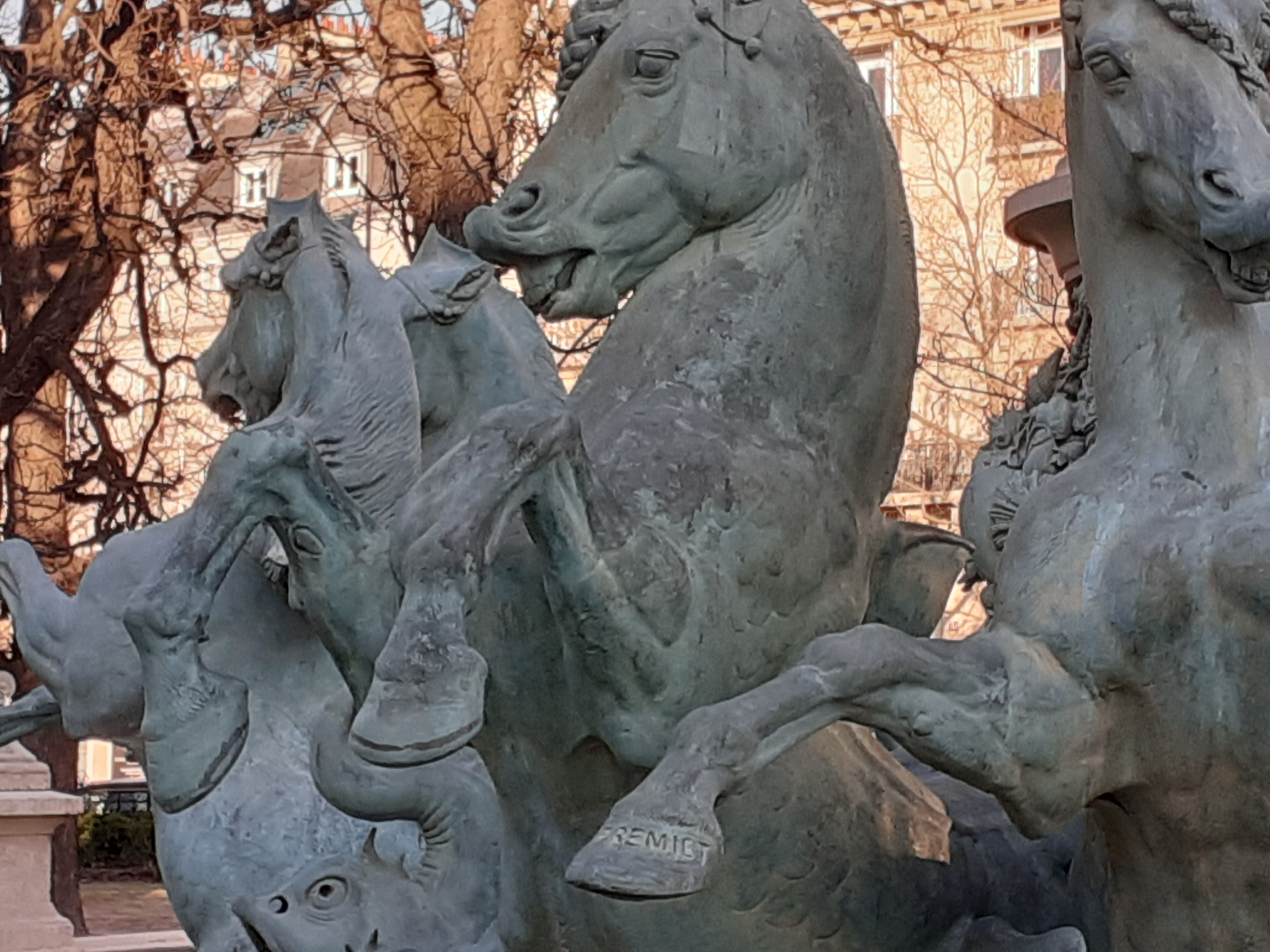
La firma di Frémiet sullo zoccolo di uno dei cavalli della fontana.

Il tema generale della fontana è legato direttamente all'osservatorio di Parigi nelle vicinanze. Alla base della fontana spiccano degli ippocampi, ossia dei cavalli marini, e dei delfini, mentre nella vasca sono presenti delle piccole tartarughe. Su uno degli zoccoli dei cavalli è presente la firma di Frémiet, che li scolpì.
La parte più notevole della fontana è costituita dal gruppo di quattro donne che sostengono la sfera celeste, il cui plastico originale è esposto al museo d'Orsay. Queste donne rappresentano l'Africa (simboleggiata da una donna nera), l'America (simboleggiata da un'amerindia), l'Asia (simboleggiata da una donna dell'Asia orientale) e l'Europa (simboleggiata da una donna europoide). Tutte e quattro sono appena coperte da alcune vesti o pelli che rappresentano le culture dei loro popoli (per esempio l'Africa ha con sé una pelliccia di leone mentre l'America indossa un perizoma e un copricapo piumato). L'Asia porta i capelli raccolti in una lunga coda, anche se nella Cina dell'epoca erano gli uomini che portavano i capelli in questo modo, non le donne. Infatti, Carpeaux modellò il volto di questa figura basandosi su un uomo, come rivela uno studio raffigurante il busto di un Cinese.
Questo gruppo si distingue per la qualità della rappresentazione del movimento, una delle caratteristiche delle opere di Jean-Baptiste Carpeaux. Tuttavia, la critica non fu molto ricettiva nei confronti di questa rappresentazione, e il groviglio di gambe dispiaceva ai contemporanei.
L'Africa porta alla caviglia una catena spezzata, ma non è del tutto libera poiché l'America ci poggia il piede sopra. Si tratta di un riferimento al movimento dell'abolizione dello schiavismo, allora ancora da compiere in buona parte del mondo. Il tema dello schiavismo è affrontato anche in uno studio per la personificazione del continente nero, un busto al quale lo scultore volle dare il titolo Perché nascere schiava! e che ritrae la donna avvolta da alcune funi.

## Galleria d'immagini

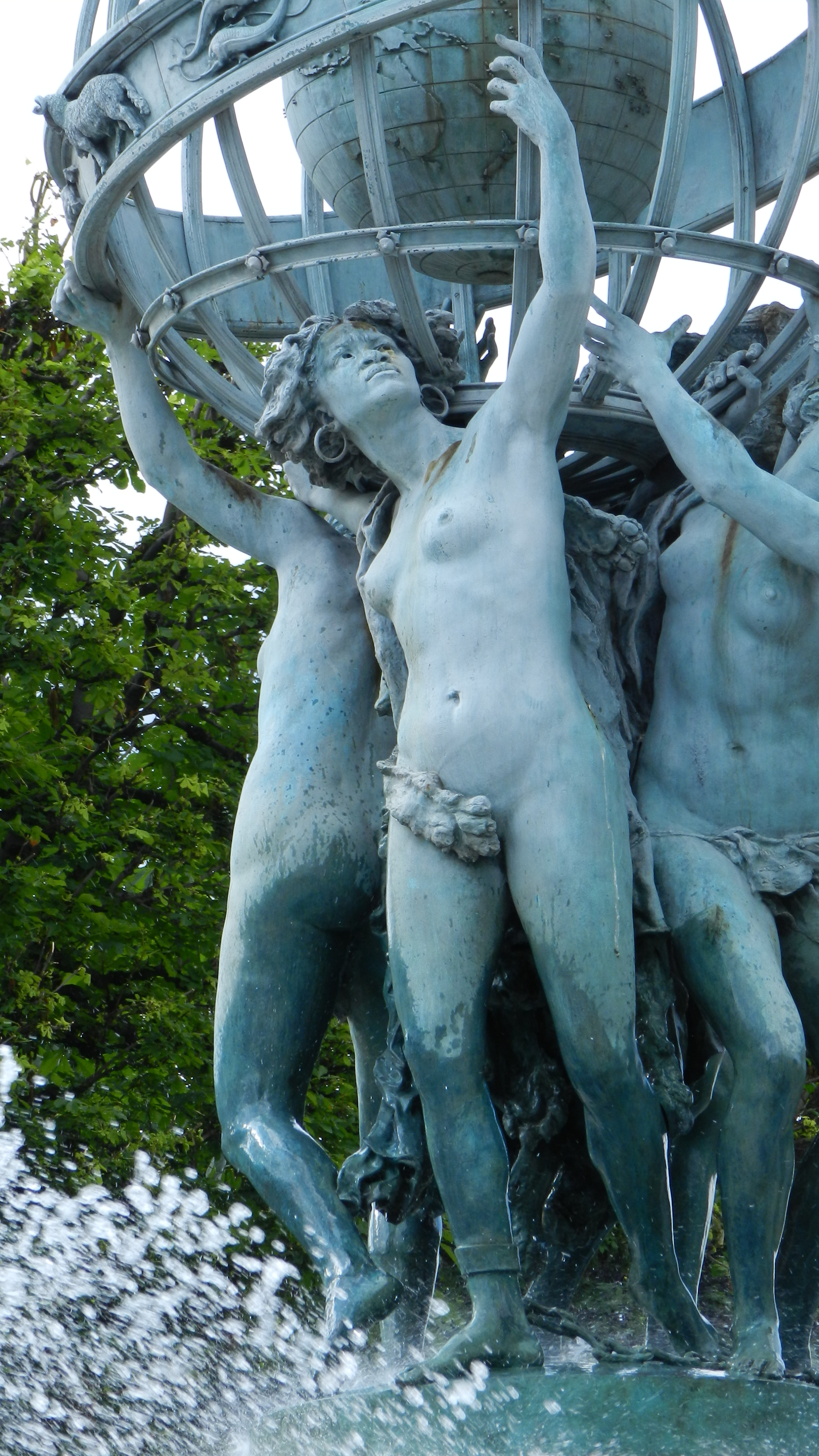
L'Africa
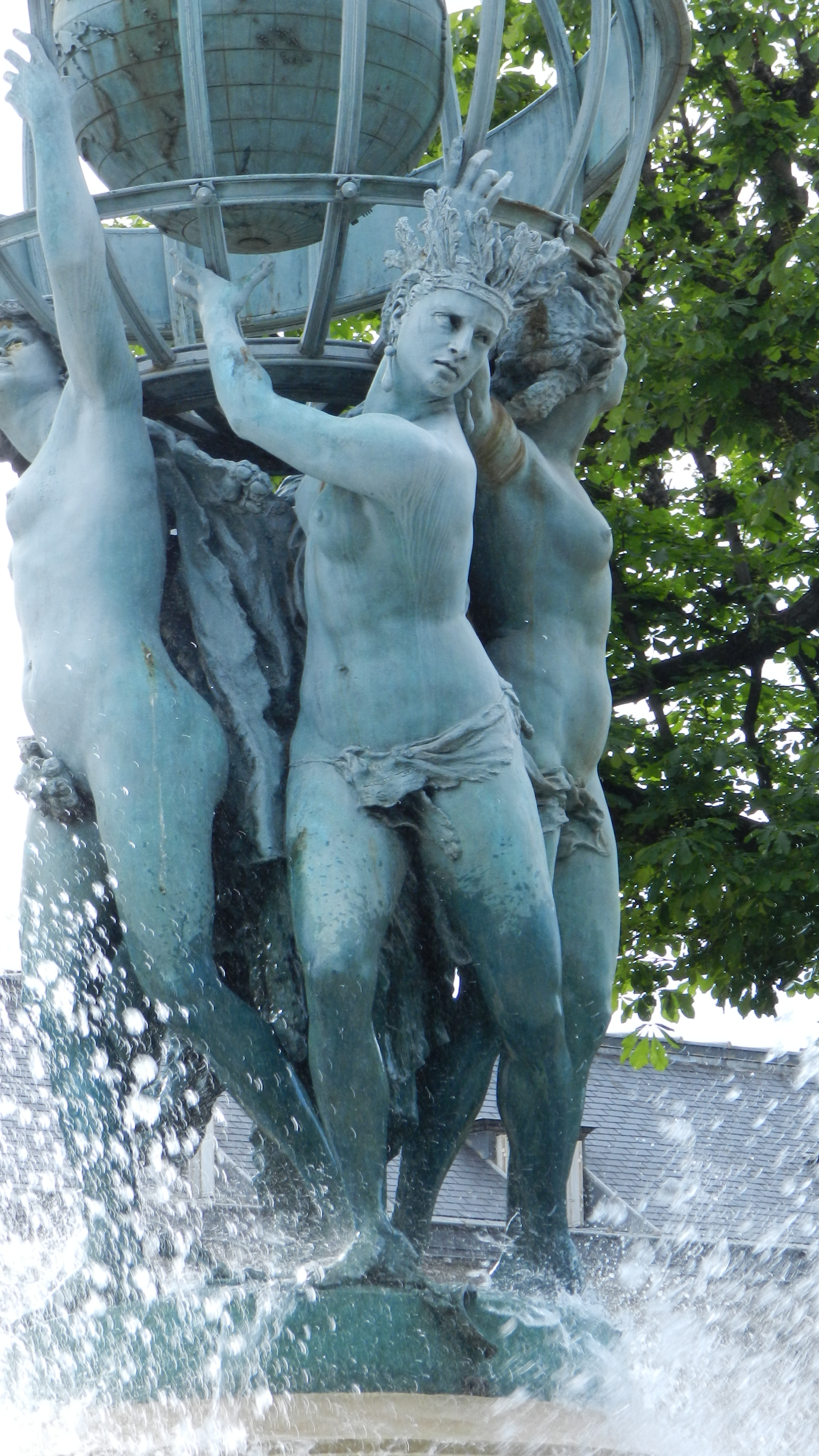
L'America
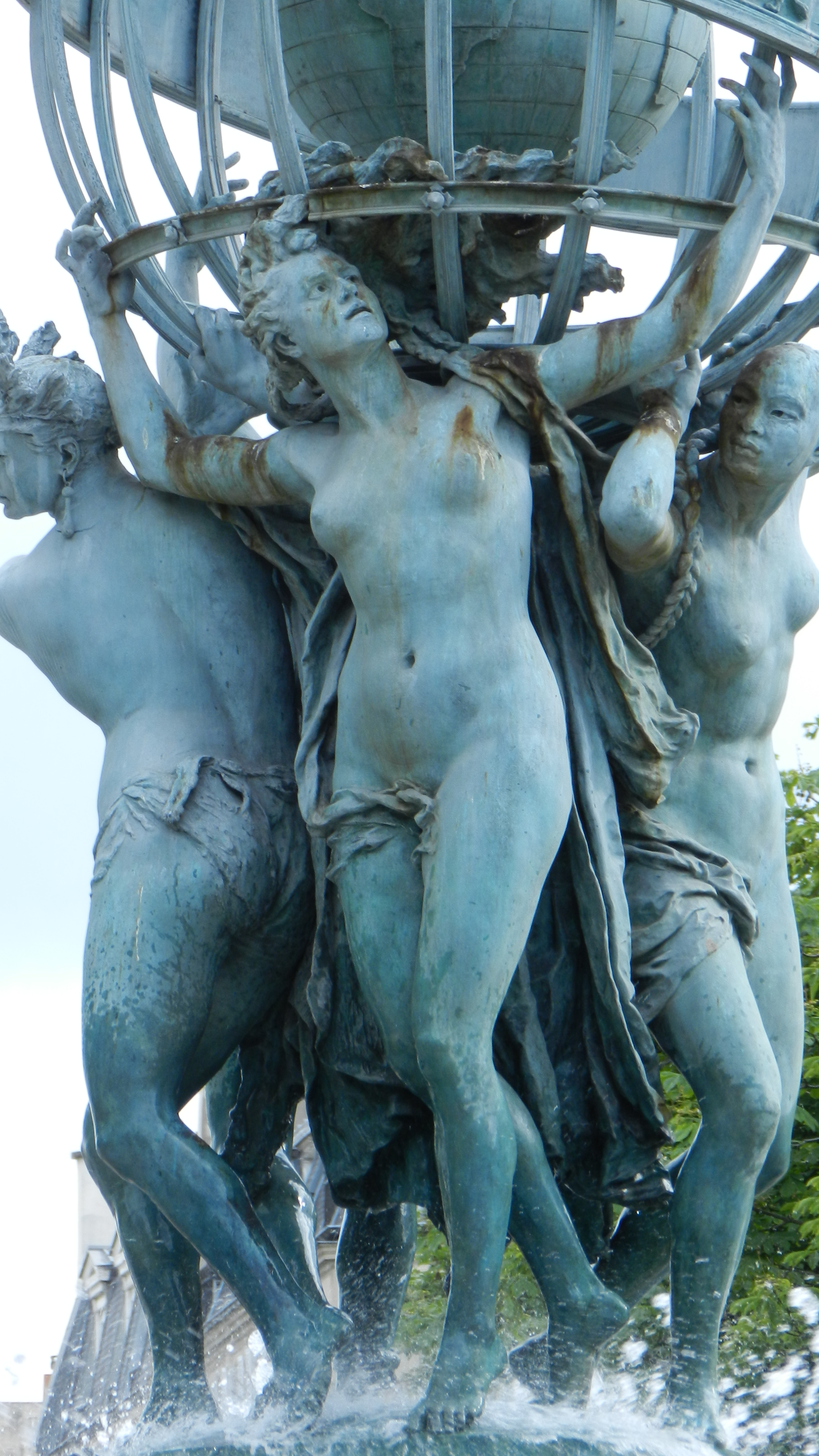
L'Europa
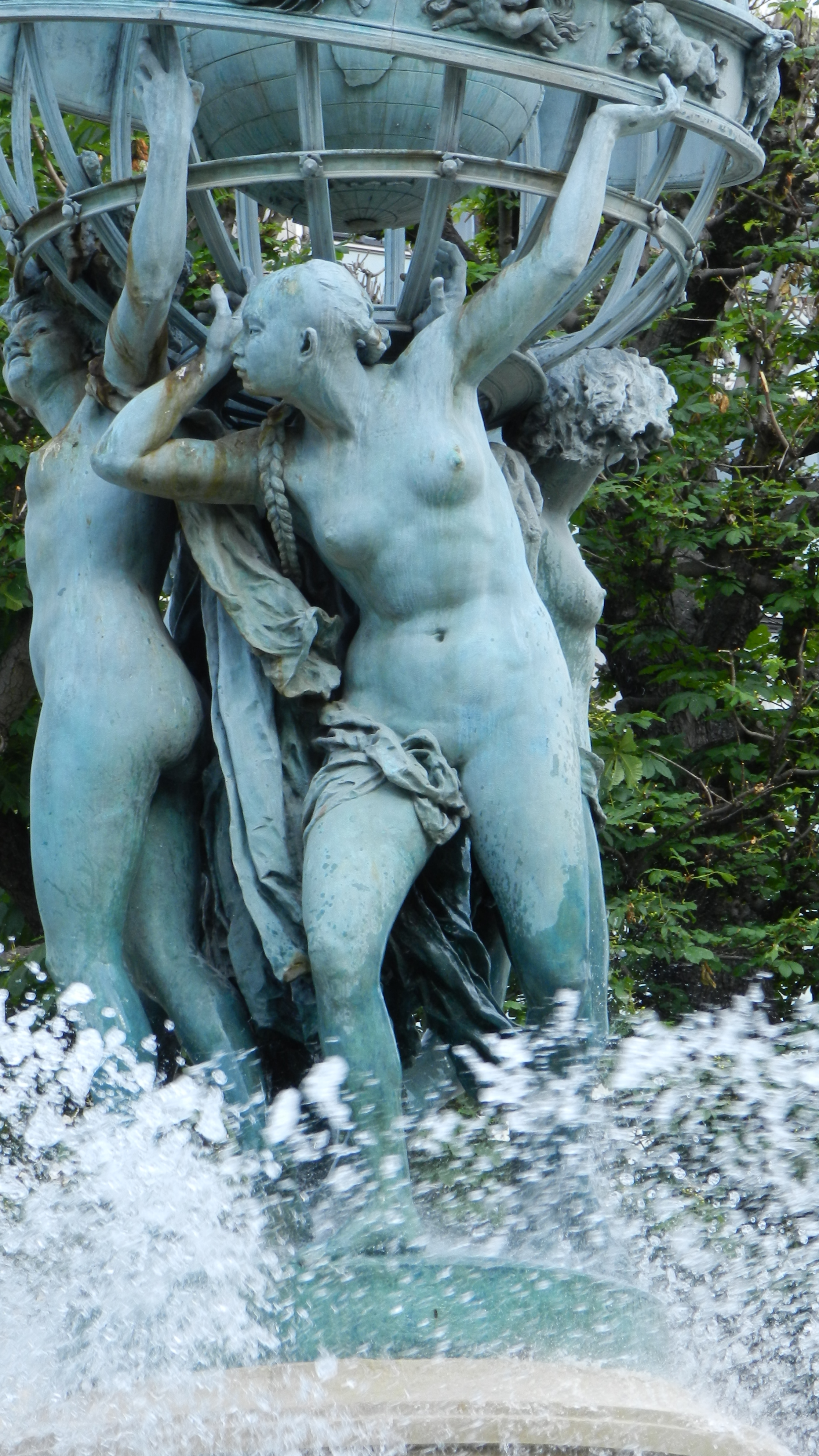
L'Asia